# Афріїє Аккуа
Афріїє Аккуа (англ. Afriyie Acquah, нар. 5 січня 1992, Аккра) — ганський футболіст, півзахисник італійського «Торіно» та національної збірної Гани.

## Клубна кар'єра
Народився 5 січня 1992 року в місті Аккра. Вихованець цілої низки ганських футбольних шкіл, а також молодіжної команди італійського «Палермо», до якої потрапив 2010 року.
Того ж 2010 року дебютував у дорослому футболі іграми за основну команду «Палермо», в якій провів два сезони, взявши участь у 31 матчі чемпіонату.
Другу половину 2012 року провів в оренді у складі «Парми», після чого у січні 2013 року став гравцем німецького «Гоффенгайм 1899». Протягом півроку, проведених у Німеччині, так жодного разу й не вийшов на поле у складі команди свого нового клубу, і влітку 2013 знову був орендований італійською «Пармою», де провів півтора року, після чого ще півроку на правах оренди виступав за «Сампдорію».
19 червня 2015 року ним був підписаний контакт на чотири роки з «Торіно».

## Виступи за збірні
2008 року дебютував у складі юнацької збірної Гани, взяв участь у 2 іграх на юнацькому рівні, відзначившись одним забитим голом.
2011 року залучався до складу молодіжної збірної Гани. На молодіжному рівні зіграв в одному офіційному матчі.
29 лютого 2012 року дебютував в офіційних матчах у складі національної збірної Гани. 13 жовтня того ж року в грі відбіркового турніру до Кубка африканських націй 2013 проти збірної Малаві забив свій перший гол за національну команду, який виявився єдиним у матчі та, відповідно, переможним для ганців.
Протягом наступного 2013 року за збірну не грав. Попри це у травні 2014 року був включений до її заявки для участі у фінальній частині чемпіонату світу 2014.
| Дата       | Місто    | Господарі  | Результат | Гості | Турнір                                  | Голи | Примітки         |
| ---------- | -------- | ---------- | --------- | ----- | --------------------------------------- | ---- | ---------------- |
| 29-2-2012  | Честер   | Чилі       | 1 – 1     | Гана  | товариський матч                        | -    | 46'              |
| 13-10-2012 | Блантайр | Малаві     | 0 – 1     | Гана  | Відбір до Кубка африканських націй 2013 | 1    | 56'              |
| 14-11-2012 | Лісабон  | Кабо-Верде | 0 – 1     | Гана  | товариський матч                        | -    | Вийшов на заміну |
| Усього     |          | Матчів     | 3         |       | Голів                                   | 1    |                  |

## Титули і досягнення
- Срібний призер Кубка африканських націй: 2015